# Sondre Guttormsen
Sondre Mogens Guttormsen (* 1. Juni 1999 in Davis, Kalifornien) ist ein norwegischer Leichtathlet, der sich auf den Stabhochsprung spezialisiert hat und zu Beginn seiner Karriere auch im Hürdenlauf an den Start ging. Aktuell ist er Inhaber des Landesrekordes im Stabhochsprung.

## Sportliche Laufbahn
Erste internationale Erfahrungen sammelte Sondre Guttormsen im Jahr 2015, als er beim Europäischen Olympischen Jugendfestival in Tiflis mit übersprungenen 4,30 m den sechsten Platz belegte. Im Jahr darauf gewann er dann bei den erstmals ausgetragenen Jugendeuropameisterschaften ebendort mit einer Höhe von 5,05 m die Bronzemedaille und 2017 wurde er bei den U20-Europameisterschaften in Grosseto mit 5,10 m Sechster. 2018 gelangte er bei den U20-Weltmeisterschaften in Tampere mit übersprungenen 5,40 m ebenfalls auf den sechsten Platz und schied im 110-Meter-Hürdenlauf mit 14,13 s in der ersten Runde aus. Zudem qualifizierte er sich erstmals für die Europameisterschaften in Berlin, bei denen er mit einer Höhe von 5,75 m auf dem sechsten Platz landete. Im Jahr darauf wurde er bei den Halleneuropameisterschaften in Glasgow mit 5,55 m ebenfalls Sechster und anschließend klassierte er sich bei den U23-Europameisterschaften in Gävle mit 5,50 m auf dem vierten Platz. Zudem nahm er erstmals an den Weltmeisterschaften in Doha teil, schied dort aber mit 5,30 m in der Qualifikation aus. 2021 gewann er bei den U23-Europameisterschaften in Tallinn mit 5,60 m die Bronzemedaille hinter dem Franzosen Ethan Cormont und Emmanouil Karalis aus Griechenland und anschließend schied er bei den Olympischen Spielen in Tokio mit 5,50 m in der Qualifikationsrunde aus. 
2022 belegte er bei den Hallenweltmeisterschaften in Belgrad mit 5,75 m den achten Platz und anschließend wurde er beim Prefontaine Classic mit 5,81 m Dritter. Anfang Juni wurde er NCAA-Collegemeister und belegte dann bei den Weltmeisterschaften in Eugene mit 5,70 m im Finale den zehnten Platz. Im August gelangte er bei den Europameisterschaften in München mit 5,75 m auf den sechsten Platz und im September wurde er bei Weltklasse Zürich mit neuem Landesrekord von 5,86 m Zweiter. Im Jahr darauf siegte er mit 5,80 m bei den Halleneuropameisterschaften in Istanbul und anschließend siegte er bei den NCAA-Hallenmeisterschaften mit neuem Landesrekord von 6,00 m. Im August schied er bei den Weltmeisterschaften in Budapest mit 5,55 m in der Qualifikationsrunde aus. 2024 nahm er an den Olympischen Sommerspielen in Paris teil und belegte dort mit Saisonbestleistung von 5,80 m im Finale den achten Platz. Anschließend wurde er bei der Athletissima mit 5,82 m Dritter.
2025 gewann er bei den Halleneuropameisterschaften in Apeldoorn mit 5,90 m die Bronzemedaille hinter dem Griechen Emmanouil Karalis und dem Niederländer Menno Vloon. Kurz darauf belegte er bei den Hallenweltmeisterschaften in Nanjing mit 5,70 m den siebten Platz.
In den Jahren von 2018 bis 2020 wurde Guttormsen norwegischer Meister im Stabhochsprung im Freien sowie 2017 Hallenmeister im 60-Meter-Hürdenlauf.

## Persönliche Bestleistungen
- 110 m Hürden: 14,66 s (−0,6 m/s), 4. August 2019 in Hamar
  - 60 m Hürden (Halle): 8,39 s, 2. Februar 2019 in Albuquerque
- Stabhochsprung: 6,00 m, 10. März 2023 in Albuquerque (norwegischer Rekord)